# Иоаннидис, Яннис
Яннис Иоаннидис (греч.  Γιάννης Ιωαννίδης) 24 октября 1900 — 18 августа 1967) — греческий политический деятель, член руководства Коммунистической партии Греции и дважды депутат Парламента Греции.
Участник антифашистского Сопротивления, член Временного правительства и руководства Демократической армии в годы Гражданской войны в Греции.

## Биография
Яннис Иоаннидис родился 24 октября 1900 года в городе Пиргос Восточной Румелии (сегодня Бургас, Болгария)
У него было 5 братьев.
Отец сменил множество профессий, пытаясь прокормить свою большую семью. В конечном итоге отец открыл маленькую кофейню.
Это был трудный период для коренного греческого населения Восточной Румелии, населявшего в основном её прибрежную, причерноморскую, полосу.
После фактической аннексии этой османской области Болгарией в 1885 году, наступил период гонений греческого населения новыми болгарскими властями, кульминацией которого стали массовые антигреческие погромы лета 1906 года.
В результате погромов, начался массовый исход греческого населения региона в Греческое королевство.
Семья Иоаннидисов выехала в Грецию в начале 1907 года и прибыла в порт Волос, где первоначально и обосновалась.
В 1909 году семья переехала в соседний городок Алмирос, недалеко от созданного греческими беженцами из Болгарии городка Новый Анхилаос, однако снова вернулась в Волос в 1911 году.
Яннис учился только до 6 класса начальной школы.
С 8 лет был вынужден работать, чтобы оказать помощь своей семье. Он работал в бакалейной, овощной и табачных лавках и в возрасте 13 лет, в 1913 году, остановил свой выбор работы на парикмахерской.
В январе 1920 года стал членом компартии Греции (тогда именовалась социалистической — ΣΕΚΕ) и ему была поручена работа с молодёжью партии.
До 1928 года он был незначительным функционером партии.
Парикмахером он работал 15 лет, до 1928 года, когда ЦК партии поручил ему возглавить партийную организацию Восточной Македонии и Фракии.
С этого момента он полностью перешёл на службу партии.
Однако в конце 1928 года он был послан в Советский Союз для лечения от туберкулёза, которым он страдал.

## В руководстве компартии Греции
На посту руководителя партийной организации Восточной Македонии и Фракии Иоаннидис оставался до марта 1931 года.
В период 1929-31 компартию Греции потрясала фракционистская борьба без принципов, где противоборствующими группами были Правое крыло партии, во главе с тогдашним секретарём партии Андреем Сифнеосом и Константином Каракозовым и Левое крыло, во главе с профсоюзными деятелями Георгием Сиантосом и Костасом Теосом.
В конце марта 1931 года Иоаннидис прибыл в Салоники, в качестве представителя Коммунистического интернационала, чтобы изучить обстановку на месте.
Он сместил окружной комитет партии и назначил новый, в котором сам стал секретарём
Также в марте 1931 года Никос Захариадис из Москвы, по указанию Коммунистического интернационала, запросил у Иоаннидиса список лиц принимавших участие в фракционистской борьбе без принципов.
Как пишет старый коммунист В. Нефелудис, хотя и сам Иоаннидис активно участвовал в фракционной борьбе он составил список 38 человек, которые отправились в Москву отчитываться, оставив себя вне этой процедуры.
Сразу после этого Иоаннидис вернулся в Афины, где стал членом ЦК и Политбюро КПГ, которые были назначены в ноябре 1931 года Коммунистическим интернационалом, возглавляемые Никосом Захариадисом.
Иоаннидис учился в КУТВ и стал членом КПСС.
Вместе с Петросом Русосом, Иоаннидис был в узкой группе Захариадиса (все 3 были членами КПСС), которая определяла линию компартии Греции.
Его партийным псевдонимом был «лягушка»
В июне 1932 года он женился на коммунистке Домне Папазоглу, которая до того была женой Георгиоса Колозоф, бывшего секретаря Коммунистической молодёжи Греции (ΟΚΝΕ) и члена ЦК компартии Греции. Колозоф в 1931 году бежал из тюрьмы Сингру и выбрался в Советский Союз. Он не вернулся в Грецию и дальнейшая его судьба остаётся неизвестной.
Яннис Иоаннидис был избран депутатом Парламента Греции от компартии на выборах 1932 года и от Народного фронта на выборах 1936 года. В обоих случаях от избирательного округа города Лариса.

## В тюрьме Акронафплия
В 1936 году, в период диктатуры генерала Метаксаса, Иоаннидис был одним из первых деятелей компартии, которые были арестованы и отправлены в крепость-тюрьму Акронафплия города Нафплион.
Иоаннидис стал секретарём партийной организации заключённых там коммунистов.
Имеется множество неблагоприятных для Иоаннидиса свидетельств о его политическом руководстве в Акронафплии.

## Оккупация
С началом греко-итальянской войны 28 октября 1940 года, заключённые коммунисты попросили своей отправки на фронт, в чём им однако было отказано.
Соответствующее письмо от заключённых Акронафплии было подписано Иоаннидисом и К. Теосом 29 октября.
Греческая армия отразила итальянское вторжение и перенесла военные действия на территорию Албании.
6 апреля 1941 года Гитлеровская Германия пришла на помощь итальянцам, вторгшись в Грецию с территории союзной ей Болгарии.
Даже с приближением немецких войск заключённые коммунисты не были освобождены и, как правило, передавались немцам охранявшими их греческими жандармами.
Перед передачей заключённых Акронафплии (около 600 человек) немцам, Иоаннидис в последний момент отменил их бегство, опасаясь карательных мер охраны, в отличие от многочисленных массовых побегов коммунистов из других мест заключений
Яннис Манусакис, который тогда был заключённым в Акронафплии, обвиняет Иоаннидиса в нерешительности и пишет: «Пока немцы приближались, наше руководство преобразилось в гигантского страуса».
В результате, многие заключённые коммунисты Акронафплии были рассеяны по разным тюрьмам, многие из них умерли от голода или были расстреляны позже немцами и итальянцами.
Число узников Акронафплии которые были расстреляны в годы оккупации достигает 304.
Есть также и спекулятивные заявления, что Иоаннидис и другие члены руководства, оторванные многие годы от политической действительности, верили что немцы освободят их на основании германо-советского договора.
Греция была разделена на 3 зоны оккупации — немецкую, итальянскую и болгарскую.
Особенностью болгарской зоны было то, что болгары спешили объявить её территорией Болгарии, осуществляя таким образом, с помощью немцев, свои давние претензии на Македонию и Западную Фракию.
Процесс «болгаризации» региона принял формы террора и репрессий против его греческого населения, которые свопровождались попытками убедить большинство населения заявить о своём действительном или мнимом болгарском происхождении.
В рамках этой политики, болгарское правительство обратилось к своим немецким союзникам, с просьбой освободить находившихся в тюрьмах немецкой зоны (часть) греческих политических заключённых, при условии заявления ими о своём болгарском происхождении или национальном самосознании.
Учитывая то, что в своём большинстве организации компартии были разгромлены режимом Метаксаса ещё до начала войны, находившийся в заключении в Акронафплии член Политбюро партии, Яннис Иоаннидис, решил что болгарское предложение, независимо от целей преследуемых болгарами, даёт возможность освобождения небольшого числа коммунистов, вне зависимости от того были ли они в действительности славяноязычными или нет.
Иоаннидис счёл что освобождение даже небольшого числа заключённых коммунистов позволит воссоздать ряд подпольных партийных организаций.
В результате были освобождены 27 греческих коммунистов происходивших из Македонии и Фракии или, как сам Я. Иоаннидис, рождённых в Болгарии. Большинство из них не только не владели болгарским языком, но с трудом повторяли заученные ими в тюрьме болгарские слова.
То что акция освобождения этих 27 коммунистов обернулась фиаско для немецких и болгарских оккупационных властей, подтверждает тот факт, что все они вступили в организации Сопротивления сражаясь как против немцев, так и против болгар, и 5 из 27 в дальнейшем были арестованы и расстреляны оккупантами).
По указанию Иоаннидиса, Андрей Чипас, который действительно принадлежал славяноязычному (болгароязычному) меньшинству и был освобождён в июне 1941, стал секретарём Нового Центрального Комитета КПГ, в июле 1941 года, созданного бежавшими из заключения коммунистами.
Выбор Андрея Чипаса был неудачным и чуть позже он был удалён из руководства партии.
В декабре 1941 года секретарём ЦК партии стал Георгий Сиантос.

## Сопротивление
По инициативе греческих коммунистов в стране был создан широкий Национально-освободительный фронт Греции (ЭАМ), который затем приступил к созданию Народно-освободительной армии Греции (ЭЛАС).
В 1942 году Иоаннидис, вместе с 17 другими больными туберкулёзом узниками Акронафплии был переведен в санаторий Петра на Олимпе, на лечение.
Иоаннидису удалось бежать из санатория в июле 1942 года, с помощью партийной организации города Катерини.
После своего бегства он вернулся в Афины, вошёл в состав Нового Центрального Комитета и Политбюро КПГ и вместе с Георгием Сиантосом стал руководящим дуэтом партии.
Иоаннидис сконцентрировал в своих руках большие полномочия и стал всесильным организационным секретарём компартии Греции.
Согласно Афанасию Хадзису, «Очень узкий круг вокруг Иоаннидиса доминировал в партии с середины 1943 года».
Сиантос вместе с Иоаннидисом руководил компартией и ЭАМ на протяжении всего оставшегося периода оккупации и до мая 1945 года.
Летом 1943 года Иоаннидис вместе с Сиантосом обосновался в горах Центральной Греции для непосредственного наблюдения за ЭЛАС.
Согласно современному историку Т. Герозисису, у Сиантоса и Иоаннидиса были отличные друг от друга представления и объяснения событий:671.
Иоаннидис высказал свои сомнения на предложение Иосипа Броз Тито в июне 1943 года о создании объединённого Балканского генштаба (югославских, греческих и албанских партизан). Историк Д. Данопулос пишет, что сомнения Иоаннидиса были обоснованными, учитывая вырисовывавшийся региональный гегемонизм югославов и поскольку в этот период югославское руководство положило начало новой идеологеме македонизма:114.
«Гегемонизм югославов» и игра против Греческой Македонии усилили подозрения против них:115.
С другой стороны Герозисис отмечает, что после подписания Ливанского соглашения, на котором было согласовано, что силы ЭЛАС передаются союзному командованию Ближнего Востока, на бурном заседании руководства КПГ стало очевидным существование «двух линий нерешительных», которые выражались Сиантасом и Иоаннидисом и которые показывали, что они не знали что следует делать:719.
Весной 1944 года руководящий дуэт Сиантос-Иоаннидис принял решение отправить первого командующего ЭЛАС Ариса Велухиотиса на Пелопоннес, где последний будет находиться до октября 1944 года, вдали от Средней Греции и Афин.
Отношения между Иоаннидисом и Арисом Велухиотисом не были хорошими. К тому же Иоаннидис в своих «Воспоминаниях» выражается о Арисе уничижительно и с оскорбительными характеристиками.
После освобождения страны, Иоаннидис вместе с Сиантосом приняли решение о военном столкновении в декабре 1944 года на заседании Политбюро КПГ 3 декабря 1944 года, когда провалились переговоры с Георгиосом Папандреу (по другим источникам 28 ноября 1944 года).
Причём в столкновении были задействованы в основном плохо вооружённые резервные городские отряды ЭЛАС Афин, в то время как вдали от событий оставались боевые соединения ЭЛАС, находившиеся под командованием Ариса Велухиотиса и Сарафиса.
Политбюро ЦК компартии Греции, во главе которого по существу был Иоаннидис, не сразу осознало что речь идёт о столкновении с англичанами. Они верили что столкновение является «внутренним делом» и что «наши союзники англичане останутся нейтральными и не вмешаются».
В ходе Декабрьских событий Иоаннидис был болен (обширный фурункулёз) и находился в больнице Аретеон и инициатива действий компартии осталась за Сиантосом.
Несмотря на это, Иоаннидису, вместе с Сиантосом, будет засчитано декабрьское поражение и капитулянтское Варкизское соглашение, после чего и на некоторое время он отойдёт на вторую линию руководства партии.
Герозисис считает что Иоаннидис вместе с Сиантосом несёт ответственность за капитулянтское Варкизское соглашение, прикрываясь телеграммой полученной от Г. Димитрова, которая якобы могла исходить от И. В. Сталина:788.
В мае 1945 года Иоаннидис и Сиантос передали руководство партии Никосу Захариадису, который только что вернулся из концлагеря Дахау.

## Гражданская война
Варкизское соглашение не привело к примирению в стране.
Белый террор развязанный монархистами и бывшими коллаборационистами против коммунистов и участников Сопротивления, вынудил последних бежать в горы и стихийно организовывать группы самообороны.
Официально Гражданская война началась в 1946 году.
Т. Герозисис отмечает «лёгкость, с которой было принято решение о начале вооружённой борьбы». Решение было принято на сходке, в которой приняли участие Н.Захриадис, Иоаннидис и секретари партийных организаций Средней Греции, Фессалии, Эпира и Македонии. Сходка продлилась всего час:822.
В период Гражданской войны Иоаннидис стал членом Временного демократического правительства, которое возглавлял Маркос Вафиадис.
Иоаннидис был вице-премьером правительства и министром внутренних дел.
Иоаннидис, вместе с Петросом Русосом, возглавлял миссию ЦК компартии Греции в Белграде в период 1945—1948.
В период после Варкизского соглашения отношения между компартией Греции и Союзом коммунистов Югославии ещё не были нарушены и Югославия принимала беглых греческих коммунистов и участников Сопротивления, которых однако отправляла на север, подальше от греческой границы в Воеводину. Там, в оставленном его немецким населением, селе Булкес (ныне Маглич (община Бачки-Петровац), образовалась автономная община 4-5 тысяч греческих политических беженцев.
Иоаннидис регулярно посещал Булкес.
Партийным руководителем и председателем созданной там греческой общины был Михалис Пехтасидис, который приходился племянником жене Иоаннидиса, Домне Папазоглу.
Есть утверждения что в убийствах нескольких «диссидентов» в Булкесе, как и самого Пехтасидиса, повинен Иоаннидис
В ходе Гражданской войны Маркос Вафидис, Костас Карайоргис, Хриса Хадзивасилиу и другие партийные и партизанские руководители утверждали, что без резервов и большой материальной помощи следует продолжать придерживаться партизанской войны.
Захариадис и Иоаннидис настаивали на трансформацию Демократической армии в регулярную армию:858.
На 5-м пленуме ЦК компартии Греции 30-31 января 1949 года в горах Граммос, Маркос Вафиадис был удалён из правительства. Иоаннидис стал членом Военного совета Демократической армии Греции, в котором председательствовал Никос Захариадис:668.
На последнем этапе Гражданской войны Иоаннидис был в числе лиц узкого круга Захариадиса.
После поражения Демократической армии в августе 1949 года, Иоаннидис, как и тысячи других греческих коммунистов нашёл убежище в социалистических странах Восточной Европы.

## После Гражданской войны
Сразу после гражданской войны и находясь в эмиграции, Иоаннидис, будучи членом ЦК партии принял участие в 6-м (9.10.1949), 7-м (14-18.5.1950) и 8-м (7.10. 1950) пленумах ЦК партии:629.
На 3-й конференции партии он выступил с докладом по организационным вопросам.
В качестве члена ЦК партии принял участие на последующих 1-м (14.10.1950) и 2-м (10-12.10.1951) пленумах ЦК партии:630.
После того как в Афинах была арестована группа Никоса Белоянниса, на трибунале начавшемся 15 февраля 1952 года Иоаннидис был в числе обвиняемых заочно:278.
На 3-м расширенном пленуме ЦК партии (23-25.11.1952), Иоаннидис, будучи членом ЦК, был временно отстранён от руководящей должности.
После ареста Никоса Плумбидиса в Афинах, трибунал, начавший слушание дела 24.7.1953 года, приговорил Иоаннидиса, в числе прочих заочно обвиняемых к смерти, дважды:286.
Иоаннидис вновь принял участие на 5-м пленуме ЦК партии (26-28. 12.1955) в качестве члена ЦК:632.
6-й широкий пленум ЦК партии (11-12.3.1956) возложил ответственность за кризис в партии на ряд членов руководства, среди которых был и Иоаннидис:358.
Иоаннидис вновь в качестве члена ЦК принял участие на 7-м расширенном пленуме (18-24.2.1957), на 8-м (5-10.1.1958):633, 12-м (1-2.6.1960), 13-м (20.10.1960), 14-м (10.1.1961) и 15 -м пленумах ЦК партии.
На 8-м съезде партии (2-8 мая 1961) Иоаннидис был одним из 37 депутатов с правом голоса:635.
В июле 1951 года, находясь в эмиграции, Иоаннидис написал характерный для эпохи текст самокритики который начинается фразой:
«Основной и первоначальной причиной всех слабостей, недостатков и ошибок, которые я допустил в своей работе в оккупацию является моя серьёзная недостаточность в теоретической марксистско — ленинской подготовке….
Я не мог осознать какие страшные последствия будет иметь на ходе революции эта моя недостаточность….
Если сейчас сделать грубое обобщение всей моей партийной работы, особенно в годы когда я находился в руководстве партии, я должен прийти к выводу, что не смог дать партии всё то что мог дать и всё то что партия ждала от меня».
Яннис Иоаннидис умер в Будапеште 18 августа 1967 года:737.